# Gare de Montgeroult - Courcelles
Gare de Montgeroult - Courcelles vasútállomás Franciaországban, Montgeroult településen.

## Vasútvonalak
Az állomást az alábbi vasútvonalak érintik:
- Saint-Denis–Dieppe-vasútvonal

## Kapcsolódó állomások
A vasútállomáshoz az alábbi állomások vannak a legközelebb:
- Gare d’Us (Gare de Gisors, Transilien J vonal)
- Gare de Boissy-l'Aillerie (Paris Gare Saint-Lazare, Transilien J vonal)